# ボッパルト
ボッパルト（Boppard）市は、ドイツ西部のラインラント＝プファルツ州に属する市。ボンから東南におよそ70kmのライン川沿岸に位置する。面積はおよそ75平方km。人口はおよそ1万6500人。ワインの産地としても有名。

## 歴史
ローマ帝国の時代、恐らく皇帝クラウディウス治下（紀元後41‐54年）、ローマ軍の城砦が築かれたと思われる。ボッパルトの考古学公園（Der archäologische Park Boppards）においては、4世紀に遡る城砦の極めて保存状態の良い遺跡を見ることができる。その地の「軍隊浴場に、軍隊の撤退後に、しかしまだローマ時代のうちに、聖堂区聖堂が建立された」。メロヴィング王朝以後、王領地となり、11世紀ハインリヒ4世は市場開設地を置いた。ホーエンシュタウフェン家は強力な軍事拠点にした。「ローマ時代の防備設備は存在し続けた。1200年と1250年の間の時期になって初めて、周壁の修復と都市の中心部の拡大とが必要になった」。中世において市の統治機構である「市参事会は五人の貴族的騎士参事会員、十二人の市民的会員、そして都市書記で構成されていた」。

## 日本とのかかわり
フィリップ・フランツ・フォン・シーボルトがここで生活し「日本文書」を著した。また平成5年（1993年）には、明仁天皇、皇后美智子（いずれも当時）が訪れた。また、1965年（昭和40年）に、日本の東京都青梅市と姉妹都市提携を結ぶ。

## 姉妹都市
- 青梅市[7]、日本
- アンボワーズ、フランス
- トゥルロ、イングランド
- ケストヘイ、ハンガリー
- ニャビテケリ、ルワンダ

## 名所・旧跡
- 考古学公園（ローマ帝国時代の城壁が見られる）
- ボッパルト城
- カルメル教会
- 聖セヴェルス教会

## 出身者
- ミヒャエル・トーネット - トーネット社の創業者
- フランツ・ブレンターノ - 哲学者、心理学者
- ハインリヒ・フォン・シーボルト - オーストリアの外交官、考古学者
- フリッツ・シュトラスマン - 化学者、物理学者

## 引用
1. ↑  Statistisches Landesamt Rheinland-Pfalz – Bevölkerungsstand 31. Dezember 2023, Landkreise, Gemeinden, Verbandsgemeinden
2. ↑  Michael Imhof / Stephan Kemperdick: 　Der Rhein. Kunst und Kultur von der Quelle bis zur Mündung. Darmstadt: Wissenschaftliche Buchgesellschaft 2004 (ISBN 3-534-17215-9). S. 108.
3. ↑  de:Baedeker: Deutschland. Ostfildern: Karl Baedeker 8.Aufl. 2005 (ISBN 3-8297-1079-8), S. 910.
4. 1 2  エーディト・エネン『ヨーロッパの中世都市』（佐々木克巳訳）岩波書店、1987年、(ISBN 4-00-002373-X) 、38頁。
5. ↑  Lexikon des Mittelalters. Bd. II.  München/Zürich: Artemis 1983 (ISBN 3-7608-8902-6), Sp. 444 (Beitrag von R.Kaiser).
6. ↑  エーディト・エネン『ヨーロッパの中世都市』（佐々木克巳訳）岩波書店、1987年、(ISBN 4-00-002373-X) 、165頁。
7. ↑  “独ボッパルトの木で収穫のブドウのワイン　青梅市で販売開始”.   産経ニュース (2022年1月25日). 2022年1月25日閲覧。